# Martinskirche Deutsch Schützen

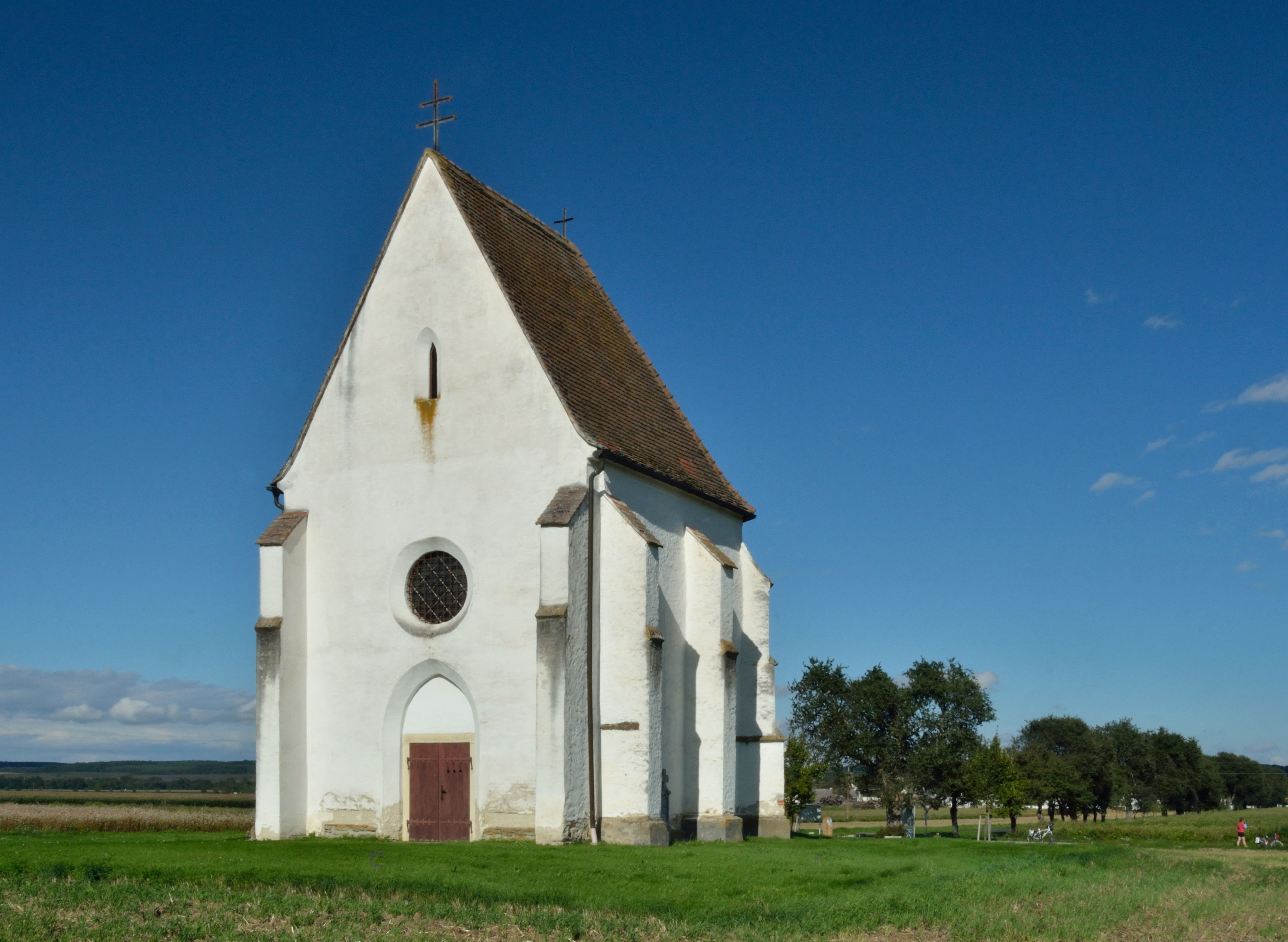
Kirche hl. Martin in Deutsch Schützen

Die römisch-katholische Martinskirche Deutsch Schützen ist die ehemalige Pfarrkirche im Ort Deutsch Schützen in der Gemeinde Deutsch Schützen-Eisenberg (kroatisch: „Livio-Čjeka“, ungarisch: „Németlövő-Csejke“)  im Bezirk Oberwart im Burgenland. Sie ist dem heiligen Martin geweiht und gehört zur Pfarrkirche Deutsch Schützen im Dekanat Güssing in der Diözese Eisenstadt. Die Kirche steht unter Denkmalschutz (Listeneintrag).

## Geschichte
Bei Grabungen in den Jahren 1970/71 wurden Fundamente der romanischen Kirche und eines römerzeitlichen Friedhofs freigelegt. Von der romanischen Kirche sind zwei Doppelkapitelle mit plastischem Schmuck erhalten. Ein Männerkopf wird im Pfarrhof der heutigen Kirche aufbewahrt und ein Löwenkopf in der Grabkapelle der Erdödy in Kohfidisch. Beide stammen von den Klangfenstern eines romanischen Turmes von ca. 1200. Eine Glocke aus der ersten Hälfte des 13. Jahrhunderts befindet sich heute in der Sammlung Pfundner in Wien. 
Die Martinskirche ist ein etwa 800 Meter außerhalb des heutigen Ortskerns stehender Restbau im Bereich der früheren Ortsmitte von St. Martin. Sie wurde um 1400 errichtet und 1751 barockisiert. Bis 1938 war sie Pfarrkirche. Danach übernahm die Mariä-Namen-Kirche im Ortszentrum diese Funktion. Nach dem Einsturz von Dach und Westturm im Jahr 1945 wurde die Kirche St. Martin teilweise demoliert. 
Im März 1945 wurden etwa 850 jüdische Zwangsarbeiter, fast alle ungarischer Herkunft, zur Flucht vor der Roten Armee in Richtung Konzentrationslager Mauthausen gezwungen. Am 29. März 1945 erfolgte das Massaker von Deutsch Schützen. Nach der Wiederentdeckung des Grabes 1995 wurden die Toten am 13. September nach halachischen Vorschriften von Oberrabbiner Paul Chaim Eisenberg an der Fundstelle bestattet. Der österreichische Botschafter in Israel Herbert Kröll stiftete eine Gedenktafel, die an der Martinskirche, dem damaligen Sammelpunkt der Juden, angebracht wurde.

## Architektur
Von der Kirche ist noch der einjochige gotischer Chor und die Apsis mit einem Fünfachtelschluss und Strebepfeilern erhalten. Das Gewölbe ist aus einfach gekehlten Rippen, die auf Dienstbündeln und schlanken Runddiensten lagern. Es gibt eine Sakramentsnische. In der südlichen Innenmauer befindet sich ein Grabstein des Georg Debreczenyi († 1593).